# Belfegor
Belfegor és el dimoni cristià de la desídia, del mes d'abril i dels invents temptadors que l'home usa per fer-se ric en contra dels manaments de la fe. Se'l representa com un home vell, amb barba, malcarat, amb urpes i llarga cua.
En diverses històries exemplars protestants, Satan l'envia a esbrinar si existeix a la terra algun matrimoni perfecte, amb resultat negatiu.
El seu origen és una citació bíblica, on apareix com a divinitat babilònica (Baal Fegor o Baal Fogor)